# Maja Sever
Pozor: ne zamešati s hrvaško novinarko: Maja Sever (novinarka)
Maja Sever, slovenska gledališka in filmska igralka, * 22. maj 1964, Ljubljana.
Diplomirala je na Akademiji za gledališče, radio, film in televizijo v Ljubljani in se zaposlila v ansamblu Slovenskega narodnega gledališča Drama Ljubljana. Nastopila je v več celovečernih filmih slovenske produkcije. Leta 1999 je prejela Borštnikovo nagrado za igro.

## Filmografija
- Slovenka (2009, celovečerni igrani film)
- En dan resnice (2006, srednjemetražni igrani film)
- Zrakoplov (1993, celovečerni igrani film)
- Kavarna Astoria (1989, celovečerni igrani film)
- Ljubezen nam je vsem v pogubo (1987, celovečerni igrani film)
- Ljubezen nam je vsem v pogubo (1987, TV nadaljevanka)
- Živela svoboda (1987, celovečerni igrani film)
- Sonce za dva (1987, celovečerni igrani TV film)
- Doktor (1985, celovečerni igrani film)
- Ljubezen (1984, celovečerni igrani film)